# Caroline Adelheid Cornelia von Baudissin
Caroline Adelheid Cornelia Gräfin von Baudissin (* 21. Januar 1759 in Dresden; † 17. Januar 1826 zu Knoop, Herzogtum Schleswig) war eine deutsche Schriftstellerin.

## Leben
Caroline Gräfin Baudissin entstammte der kulturell interessierten und der Aufklärung verpflichteten Familie Schimmelmann. Sie war die Tochter des Kaufmanns Heinrich Carl von Schimmelmann, der durch große Baumwoll- und Zuckerrohrplantagen in Dänisch-Westindien sowie durch Sklavenhandel reich geworden war, und dessen Frau Caroline Tugendreich Friedeborn (1730–1795). Gräfin Baudissin hatte sechs Geschwister, von denen zwei ebenfalls Bekanntheit erlangten: Ihr ältester Bruder Ernst Heinrich Graf von Schimmelmann wurde dänischer Finanzminister; ihre Schwester Friederike Juliane Gräfin von Reventlow hielt auf Gut Emkendorf einen literarischen Zirkel, den sogenannten Emkendorfer Kreis.

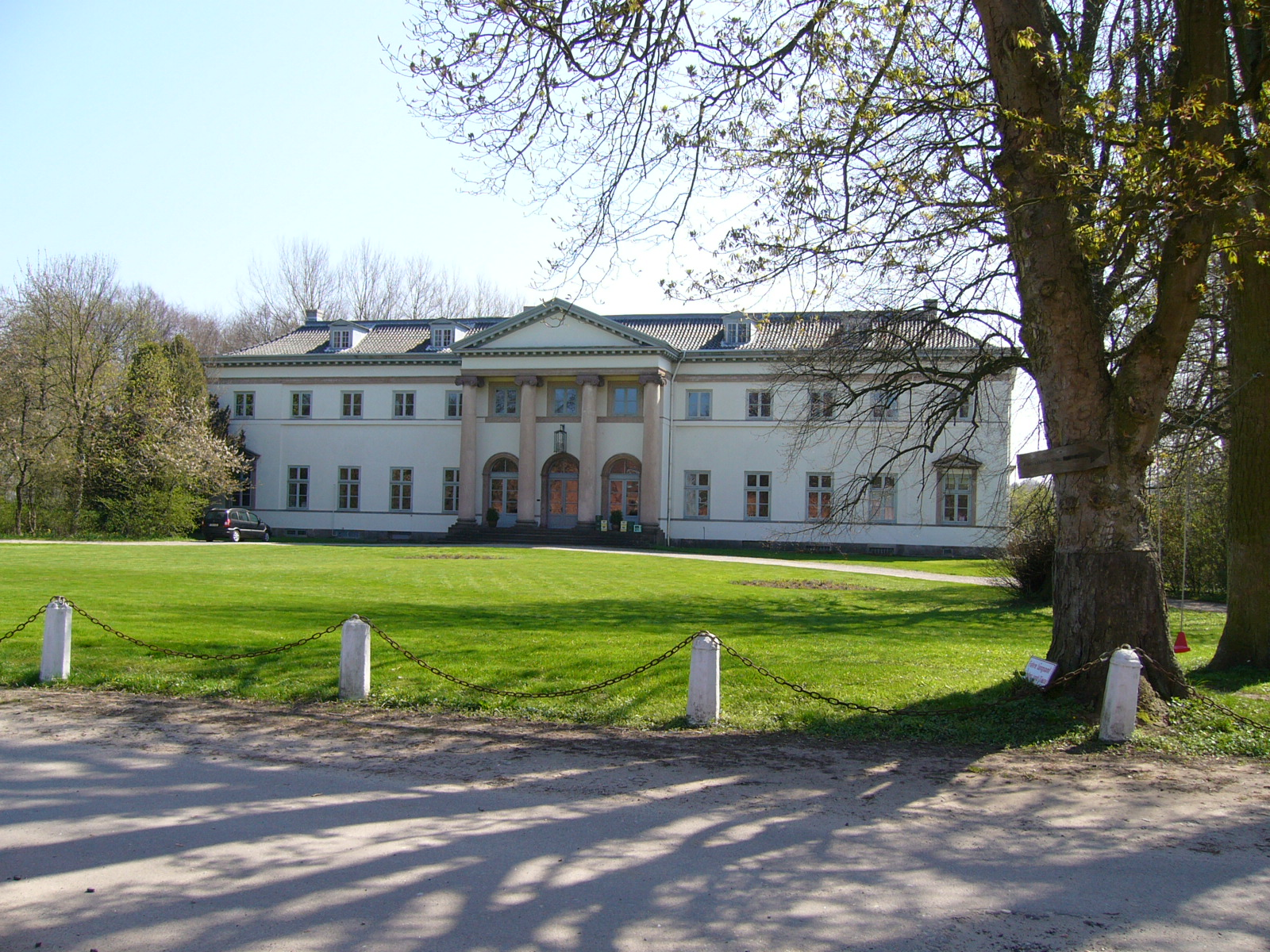
Gut Knoop

Ihr aus bürgerlicher Familie stammender Vater suchte für seine Kinder nach Möglichkeiten in den Adel einzuheiraten. 1776 kaufte er dem verschuldeten Grafen von Baudissin dessen Familienbesitz Gut Knoop ab und gab es Caroline als Mitgift bei ihrer Hochzeit mit Heinrich Friedrich Graf von Baudissin (1753–1818). Nach dem Tod ihres Vaters erhielt sie zusammen mit ihren Geschwistern als Erbe den Gewinn aus dessen karibischen Zuckerplantagen. Mit diesem Geld ließ sie zusammen mit ihrem Mann in den Jahren 1795–1800 anstelle der alten Wasserburg das im klassizistischen Stil gehaltene Herrenhaus am Eiderkanal von Axel Bundsen errichten.
1791 lernte sie Johann Gottfried Herder in Karlsbad kennen und wurde seine innige Freundin. Ihr ist das Gedicht An Cornelia gewidmet. Als Schriftstellerin machte sie sich durch Trauerspiele und Erzählungen bekannt. Das Werk Die Dorfgesellschaft, ein unterrichtendes Lesebuch für das Volk (Kiel 1792, 2 Bde.) richtete sich an die Landleute ihres Besitzes.
Einer Überlieferung zufolge soll die spielsüchtige Gräfin ihre Familie in finanzielle Schwierigkeiten gebracht haben, indem sie als Einsatz beim Kartenspiel entweder das Gutshaus oder eine „nächtliche Gefälligkeit“ riskierte und verlor. Caroline entschied sich standesgemäß gegen die Liebesnacht. Die Begleichung ihrer Spielschulden und anderer Außenstände führte 1869 letztlich zum Verkauf des Gutes der Baudissins an den dänischen Kaufmann Ingward Martin Clausen.

## Abstammung
|  |                                                               |  |  |  |  |  |  |  |  |  |  |  |  |  |  |  |
|  | Diedrich Jacob Schimmelmann (1683–1743) Kaufmann und Ratsherr |  |  |  |  |  |  |  |  |  |  |  |  |  |  |  |
|  |                                                               |  |  |  |  |  |  |  |  |  |  |  |  |  |  |  |
|  |                                                               |  |  |  |  |  |  |  |  |  |  |  |  |  |  |  |
|  | Heinrich Carl von Schimmelmann (1724–1782) Kaufmann und Graf  |  |  |  |  |  |  |  |  |  |  |  |  |  |  |  |
|  |                                                               |  |  |  |  |  |  |  |  |  |  |  |  |  |  |  |
|  |                                                               |  |  |  |  |  |  |  |  |  |  |  |  |  |  |  |
|  | Esther Elisabeth Ludendorff (1684–1752)                       |  |  |  |  |  |  |  |  |  |  |  |  |  |  |  |
|  |                                                               |  |  |  |  |  |  |  |  |  |  |  |  |  |  |  |
|  |                                                               |  |  |  |  |  |  |  |  |  |  |  |  |  |  |  |
|  | Caroline Adelheid Cornelia von Baudissin (1760–1826)          |  |  |  |  |  |  |  |  |  |  |  |  |  |  |  |
|  |                                                               |  |  |  |  |  |  |  |  |  |  |  |  |  |  |  |
|  |                                                               |  |  |  |  |  |  |  |  |  |  |  |  |  |  |  |
|  | Caroline Tugendreich Friedeborn (1730–1795)                   |  |  |  |  |  |  |  |  |  |  |  |  |  |  |  |
|  |                                                               |  |  |  |  |  |  |  |  |  |  |  |  |  |  |  |
|  |                                                               |  |  |  |  |  |  |  |  |  |  |  |  |  |  |  |

## Nachkommen
Aus der Ehe mit Heinrich Friedrich von Baudissin stammen:
- Elisabeth Caroline Henriette (* 26. Juni 1777; † 19. Dezember 1864) ⚭ Jens Peter Neergaard (* 7. Dezember 1764; † 7. Januar 1848)
- Sophie Anna (* 20. Dezember 1778; † 22. Dezember 1853) ⚭ Generalmajor Heinrich von Reventlow (* 30. September 1763; † 31. Januar 1848), Eltern von Friedrich von Reventlou
- Wolf Heinrich Ludwig, starb jung
- Wolf Heinrich Ludwig, starb jung
- Magdalene Caroline Josephine, starb jung
- Friederike Juliane (* 9. Januar 1784; † 15. März 1836) ⚭ Wolf Heinrich Friedrich Karl von Baudissin (* 30. Januar 1789; † 4. April 1878)
- Amalie Friederike, starb jung
- Friedrich Carl (* 4. November 1786; † 26. März 1866) ⚭ Maria Therese Freiin von Mylius (* 28. März 1794; † 17. April 1880, Tochter von Anton Ulrich von Mylius[2]), Eltern von Eduard von Baudissin
- Charlotte Louise Josephine (* 27. Januar 1788; † 13. Februar 1830) ⚭ Graf Magnus Karl von Bernstorff (* 13. Juni 1781; † 8. Dezember 1836)
- Christian Karl (* 4. März 1790; † 9. April 1868) ⚭ Magdalene Henriette Kunninger (* 6. Januar 1788; † 4. April 1864), 13-fache Eltern, darunter von Wolf Friedrich Ottomar von Baudissin
- Joseph Franz Christian (* 9. Januar 1797; † 5. April 1871) ⚭ Julia Friederike Josephina von Reventlow (* 21. August 1798; † 3. Juli 1881), Eltern von Adalbert Heinrich Friedrich, Traugott und Nikolaus von Baudissin